# نمایش جبر
در جبر مجرد، نمایش یک جبر شرکت‌پذیر، مدولی برای آن جبر است. در اینجا جبر شرکت‌پذیر، حلقه‌ای (نه لزوماً یکدار) است. اگر جبر یکدار نباشد، می‌توان آن را به روش استانداردی یکدار کرد (صفحه تابعگونهای الحاقی را ببینید)؛ هیچ تفاوت اساسی بین مدول‌های متناظر با حلقه، قبل و بعد از یکدار شدن وجود نخواهد داشت. در حلقه یکدار، همانی ضرب (یک) همچون نگاشت همانی عمل می‌کند.